# Iodictyum laciniosum
Iodictyum laciniosum är en mossdjursart som beskrevs av Hayward 2004. Iodictyum laciniosum ingår i släktet Iodictyum och familjen Phidoloporidae. Inga underarter finns listade i Catalogue of Life.